# Mátészalkai zsidóság

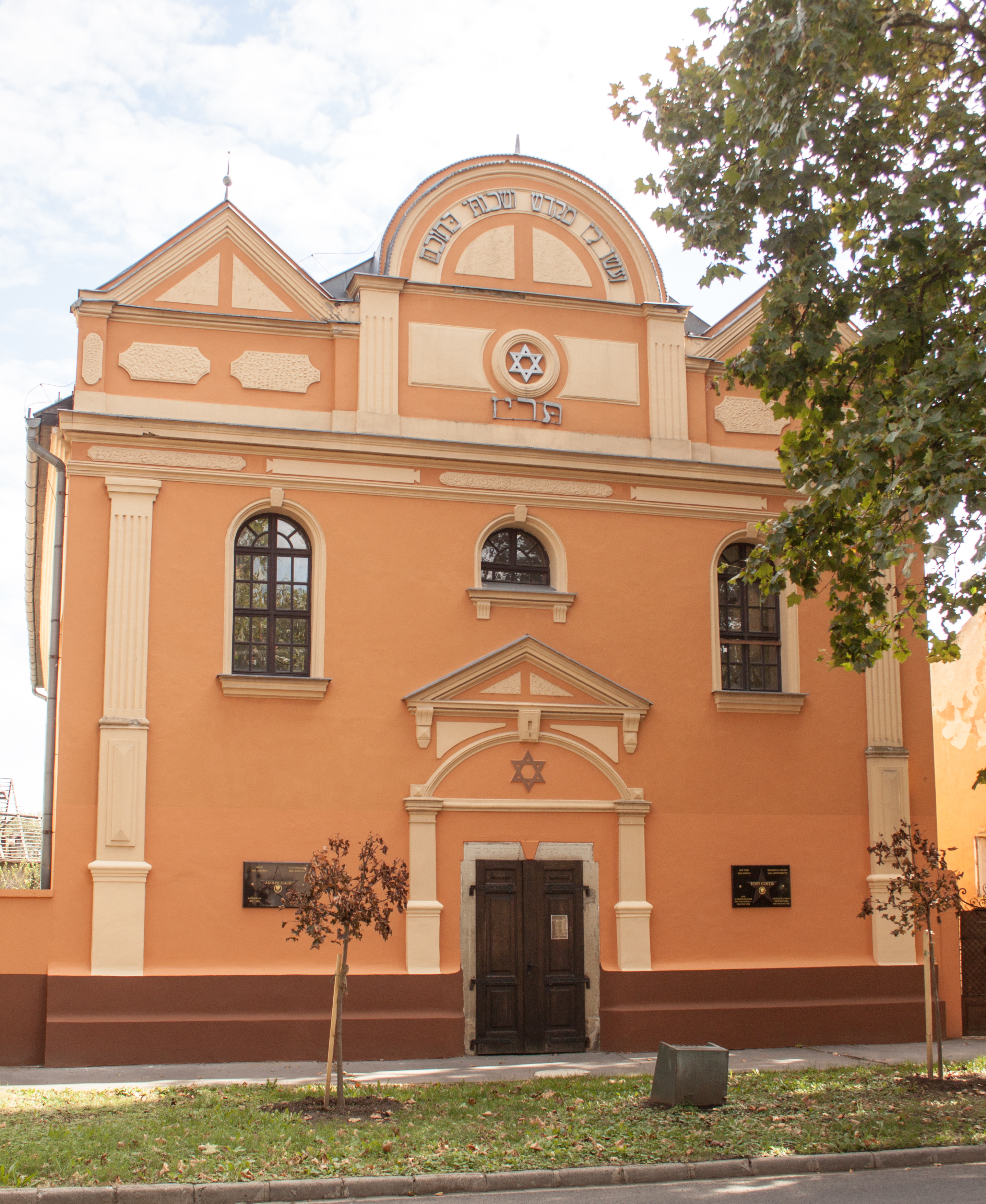
A mátészalkai zsinagóga

A mátészalkai zsidóság a helyi társadalomnak, a település népességének lényeges összetevője volt másfél évszázadon át, a 18. század végétől 1944-ig, a holokausztig.

## Történetük

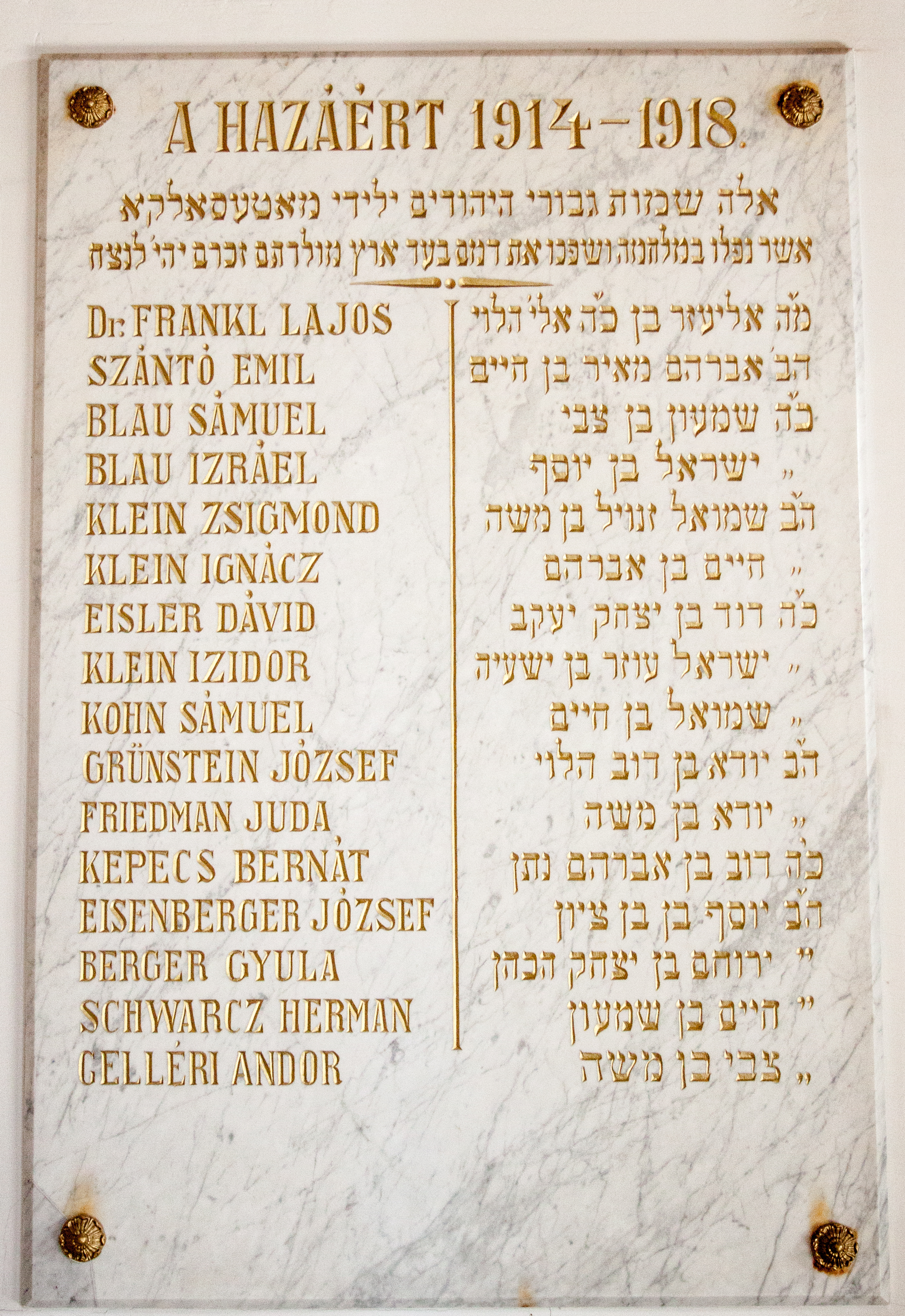
Az első világháborúban Magyarországért elesett mátészalkai zsidó honvédek emléktáblája

A zsidóság beáramlása Mátészalkára, csakúgy, mint Magyarország más területeire a 18. század végén, Lengyelország három részre osztása után, a Habsburg Birodalomhoz került, magyarul általánosítva Galíciának nevezett területekről indult meg.
A zsidóság zöme Mátészalkán a 19. század folyamán telepedett le. Fényes Elek adatai szerint 1840-ben a 2649 fős összlakosságban 87 római katolikus, 45 görög katolikust, 2279 református és 238 izraelita élt. 
Egy 1848-as felmérés szerint akkor 66 háztartásban 312 izraelita vallású ember élt a településen. Külön közösségben éltek, a hatóságokkal saját választott bírájuk révén érintkeztek. Egyházi szervezetükben négy tanító is működött. Ekkor már a 312 fő közül 216 mátészalkai szülöttnek vallotta magát, csak 33 fő volt a bevándorló. 1857-ben már zsinagógát is építettek a település egyik főutcáján.
1900-ra 1840-hez képest az összlakosság megkétszereződése mellett a zsidó lakosság létszáma több mint a négyszeresére, körülbelül 1000 főre emelkedett.
A zsidók nagy része elkülönülten, úgynevezett gettóban lakott, zárt ajtók, lefüggönyözött ablakok mögött. Foglalkozásuk, életformájuk az 1944-es holokausztig szinte változatlan maradt. Legtöbbjük kereskedéssel foglalkozott, alig akadt közöttük földműveléssel foglalkozó paraszt-zsidó család. Akiknek sikerült anyagilag kiemelkedniük az átlagból, azok befolyásra tettek szert a helyi közéletben is. Az újonnan érkező sorstársaikat gyakran összeadott kezdőtőkével látták el, hogy üzletbe foghassanak.
A különböző felekezetek viszonylag békésen éltek egymás mellett, bár a keresztény fiúgyerekek, legények szívesen szórakoztak a zsidó kortársaik gúnyolásával, megverésével; ilyen incidensek azonban a katolikus és a református ifjak között is gyakran előfordultak.
A „bótos” vagy „úri” zsidók öltözködésükben a magyar középosztályhoz hasonultak; csak az úgynevezett lengyel-zsidók jártak kaftánban, karimás kalapban, főleg a zsinagógába menet. A kereskedők igyekeztek forgalmasabb helyekre építeni házaikat, lakásukat egyben a boltjukkal.
1919. április 22-től 1920. március 20-ig, Mátészalka és környéke román megszállása idején, majd azt követően az elcsatolt területekről érkező menekültek között számos zsidó származású magyar is volt. Az újonnan betelepült izraelita vallásúak között sokan voltak kereskedők, de kézművesek, iparosok, orvosok, szobafestők és más szolgáltató szakmákban tevékenykedők is.
A két világháború között a tehetős zsidók bekapcsolódtak a megyeszékhellyé vált Mátészalka társadalmi életébe. Az 1902-ben alakult Iparoskör 1925-ben megépítette székházát, tagjai között egyaránt voltak keresztények és zsidók, időnként az elnök is izraelita volt. Az Iparosszékház termeiben összejöveteleket, mulatságokat, amatőr színielőadásokat is tartottak. A Mátészalkai Izraelita Nőegylet például egy téli szombati (!) napon tartott estélyt ruhabemutatóval, táncversennyel és hólabdacsatával fűszerezve.
A mátészalkai zsidóság nagy része azonban szigorúan tartotta magát a vallási előírásokhoz. Sokan szombaton az ismerősöket, szomszédokat kérték meg, hogy szerény díjazás ellenében gyújtsák meg a tüzet otthonukban, mert ezt a cselekedetet is tiltotta a vallásuk. A zsidó közösség részben elszigetelte magát, de azért sokrétű kapcsolatokat tartott a keresztényekkel. A fiatalok néha „módjával” együtt is szórakozhattak, de házasságról, asszimilációról szó sem lehetett.
A harmincas évek zsidótörvényeit a szalkai zsidóság jámboran és értetlenül fogadta. Úgy vélték, hogy azok célja elsősorban a gazdag zsidók vagyonának megszerzése, túlnyomó többségüket, akik a magyar szegényekhez hasonló színvonalon éltek, nem érheti csapás.

### A mátészalkai zsidóság pusztulása
Az 1940-népszámlálás szerint a településen 1555 fős zsidóság élt. Egy részüket munkaszolgálatra hívták be. Ezzel ők legalábbis ideiglenesen elkerülték a biztos halált. Közülük mintegy huszan túlélték a háborút, de családjukkal már nem találkozhattak. A többieket, körülbelül 1200 főt a Mátészalka központjában kialakított gettóba zárták, ahová a környező településekről további 7–8000 főt szállítottak. Már a gettóban elhunytak mintegy ötvenen, a többieket több transzportban szállították az auschwitzi haláltáborba, ahonnan csak egész kivételes esetben tudott néhány fő visszatérni. A gettó területén 15 szülés is történt, a babák további sorsukról nincs adat, de kétségtelenül nem élték túl a megpróbáltatásokat. 
A zsidók elszállítása a haláltáborokba 1944 májusában kezdődött. Deportálásuk után ingóságaikat összehordták az iskola területére. Ide beengedték az érdeklődőket, akik kiválaszthatták a nekik tetsző tárgyakat, és kifelé menet a hivatalos személyeknek kifizethették a jelképes árakat. A nép még nótát is faragott a témában: „Ha a gettó nem lett volna, ingem, gatyám se lett vóna”. A könyvekből, a kupacba rakott szemüvegekből akár ingyen is vihettek. 
A tábor egyik felügyelőjét, Cseri József csendőr nyomozót 1948-ban elfogták és a gyűjtőtáborban elkövetett bűneiért felakasztották.

## Gazdasági tevékenységük
A zsidók megtelepedése idején Mátészalka lakosságának a túlnyomó többsége őstermelő volt. A zsidóknak 1948-ig, de tulajdonképpen egészen 1968-ig nem volt joguk termőföld vásárlására. Megélhetésük forrásai a házaló kereskedelem, szatócsboltok, a kézműves kontáripar, majd a kocsmabérlés voltak, amire a korábbi lakóhelyükön folytatott tevékenység hagyományai is vitték őket. Ezekkel a tevékenységekkel eleinte csak a legszerényebb megélhetést tudták biztosítani maguknak. A földesúri fennhatóság és engedélyezés alatt a tehetősebbek fokozatosan bérbe vették a közbirtokosság regálé-jogait, amik közül a kocsmabérlés volt a legfontosabb.
A 19. század derekától már 19 kocsmát béreltek. Az 1890-es években a szatócsboltjaik száma elérte a 34-et. A legtöbben azonban közvetlenül a mezőgazdasági őstermelők termékeinek felvásárlásával, forgalmazásával foglalkoztak.
A századforduló táján megjelentek a polgáriasabb vendéglők, cukrászdák is, a 20. század elején pedig megnyíltak az első korszerű szakboltok. Az 1930-as években kezdték meg működésüket a középosztály igényeit kielégítő könyvkereskedések, a vegyészeti és gyógyszerárukat forgalmazó szakboltok, a cipő- és készruha kereskedések.
A 19. század végére az akkor mintegy 1000 fős, a lakosság szűk 20%-át kitevő zsidóságból már öt-hat családnak sikerült kiemelkednie az ipar és a kereskedelem határmezsgyéjén folytatott tevékenységével és bejutni a település leggazdagabbjai közé. A földvásárlás lehetőségének megnyílása után pedig már nem csak a legtöbb adót fizetők, hanem a legnagyobb birtokosok közé is bekerültek.

## Emlékezetük

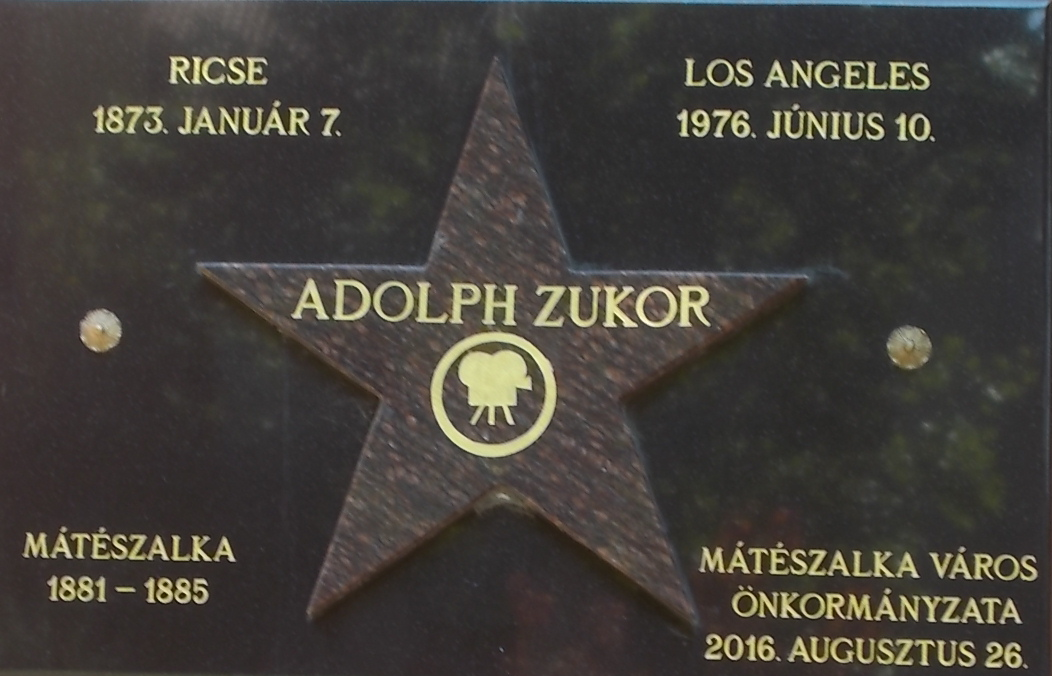
Adolf Zukor emléktáblája

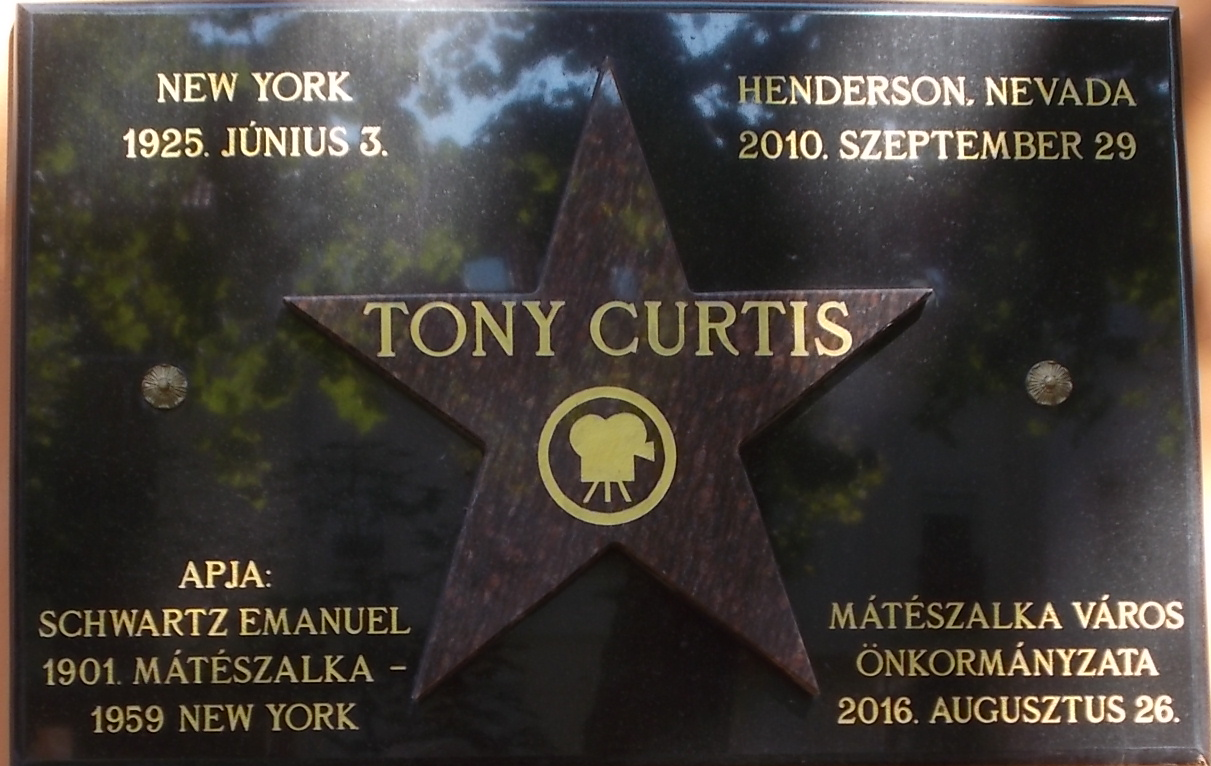
Tony Curtis emléktáblája

A mátészalkai zsidóság egyik leghíresebb leszármazottja Tony Curtis. Szülei, Schwartz Emanuel és Klein Ilona 1925-ben vándoroltak ki Mátészalkáról New Yorkba, édesanyja akkor már várandós volt vele. Amerikai nevét később édesanyja magyarosított nevéből (Kertész) alakította ki.
Először 1985-ben látogatott Magyarországra, Mátészalkára is, ahol nagy tisztelettel fogadták. 1988-ban újra hazalátogatott, számos hivatalos rendezvényen vett részt Budapesten és Mátészalkán egyaránt. Jelentős összeggel támogatta az akkor még romos állapotban lévő ottani zsinagóga állagmegóvását.
2021-ben Jamie Lee Curtis, Tony Curtis Magyarországon forgató lánya látogatott el Mátészalkára. Megtekintette a már teljesen felújított villamosított házat, a Tony Curtis kiállítást és a zsinagógát. Nagy meghatottsággal nyilatkozott mátészalkai élményeiről.
2021. június 26-án, a Múzeumok éjszakáján Tony Curtis relikviáiból kiállítást nyitottak meg a mátészalkai Szatmári Múzeum új kiállítóhelyén, a Szalkai-Schwartz házban. A 2021-es Mátészalkai Fényes Napok Fesztivál keretében is jelentős helyet kapott a helyi zsidóságról való megemlékezés. Előadásokat tartottak a zsinagógában, valamint ünnepi vetítésekkel megnyitották a Zukor Adolfról – aki iskoláinak egy részét, négy polgárit Mátészalkán végzett – elnevezett filmszínházat. 

## Forrás
- ↑ Amerikai-Kanadai Magyar Élet: Mátészalka.  Amerikai-Kanadai Magyar Élet,  23. sz. (1985. június 15.)   5. o.   (fizetős hozzáférés)
- ↑ Farkas: Farkas József: A zsidók Mátészalka társadalmában: Jews in Mátészalka. (magyarul, angolul) Debrecen: Kossuth Lajos Tudományegyetem. 1989.  = Studia folkloristica et ethnographica,  25.
- ↑ Kováts: Kováts Zoltán: Mátészalka népessége a XVIII. századtól napjainkig. In  Ujváry Zoltán (szerk): Mátészalka története. Debrecen: Ethnica. 1992.  ISBN 963 47 1812 4
- ↑ Nyéki99: Nyéki Károly: Halálozások a mátészalkai gettóben. Mátészalka: (kiadó nélkül). 1999.  24 oldalas füzet
- ↑ Takács: Takács Péter: Mátészalka története 1850-től 1945-ig. In  Ujváry Zoltán (szerk): Mátészalka története. Debrecen: Ethnica. 1992.  ISBN 963 47 1812 4
- ↑ Új Élet: Mátészalka.  Amerikai-Kanadai Magyar Élet,  XLIII. évf.  14. sz. (1988. július 15.)   5. o.   (fizetős hozzáférés)